# Równanie Carothersa
Równanie Carothersa – zależność wiążąca stopień przereagowania grup funkcyjnych pochodzących od monomerów ze stopniem polimeryzacji w reakcjach polimeryzacji stopniowej.
Stopień przereagowania grup funkcyjnych dany jest wzorem:
{\displaystyle p={\frac {N_{0}-N}{N_{0}}},}
gdzie:
{\displaystyle N_{0}} – liczba grup funkcyjnych na początku reakcji,
{\displaystyle N} – liczba grup funkcyjnych na koniec reakcji.
Z drugiej strony stopień polimeryzacji {\displaystyle I} w reakcji polimeryzacji stopniowej jest równy:
{\displaystyle I={\frac {N_{0}}{N}}.}
Łącząc oba powyższe równania w jedno, W. Carothers otrzymał prostą zależność:
{\displaystyle I={\frac {1}{1-p}},}
która jest właśnie nazywana równaniem Carothersa.
To proste równanie opisuje zasadniczą cechę procesów polimeryzacji stopniowej, która powoduje trudności w otrzymywaniu polimerów o dużym stopniu polimeryzacji. Na przykład przy 98% przereagowaniu stopień polimeryzacji wynosi raptem 50. Aby osiągnąć stopień polimeryzacji rzędu 1000 potrzeba osiągnąć stopień przereagowania 99,9%, przy 99,99% przereagowania stopień polimeryzacji wynosi dopiero 10 000. W przypadku polimerów syntetycznych duży stopień polimeryzacji ma kluczowe znaczenie dla własności użytkowych tworzyw sztucznych opartych na tych polimerach.
Z równania tego wynika też, że aby osiągnąć wysoki stopień polimeryzacji w reakcjach polimeryzacji stopniowej, w których stosuje się dwa monomery, istnieje konieczność bardzo dokładnego, równomolowego dozowania obu monomerów.
Tego rodzaju problemy nie występują w przypadku polimeryzacji łańcuchowej i dlatego w przemyśle preferuje się stosowanie polimeryzacji łańcuchowej zamiast stopniowej, o ile to tylko jest możliwe.